# 新疆轻工职业技术学院

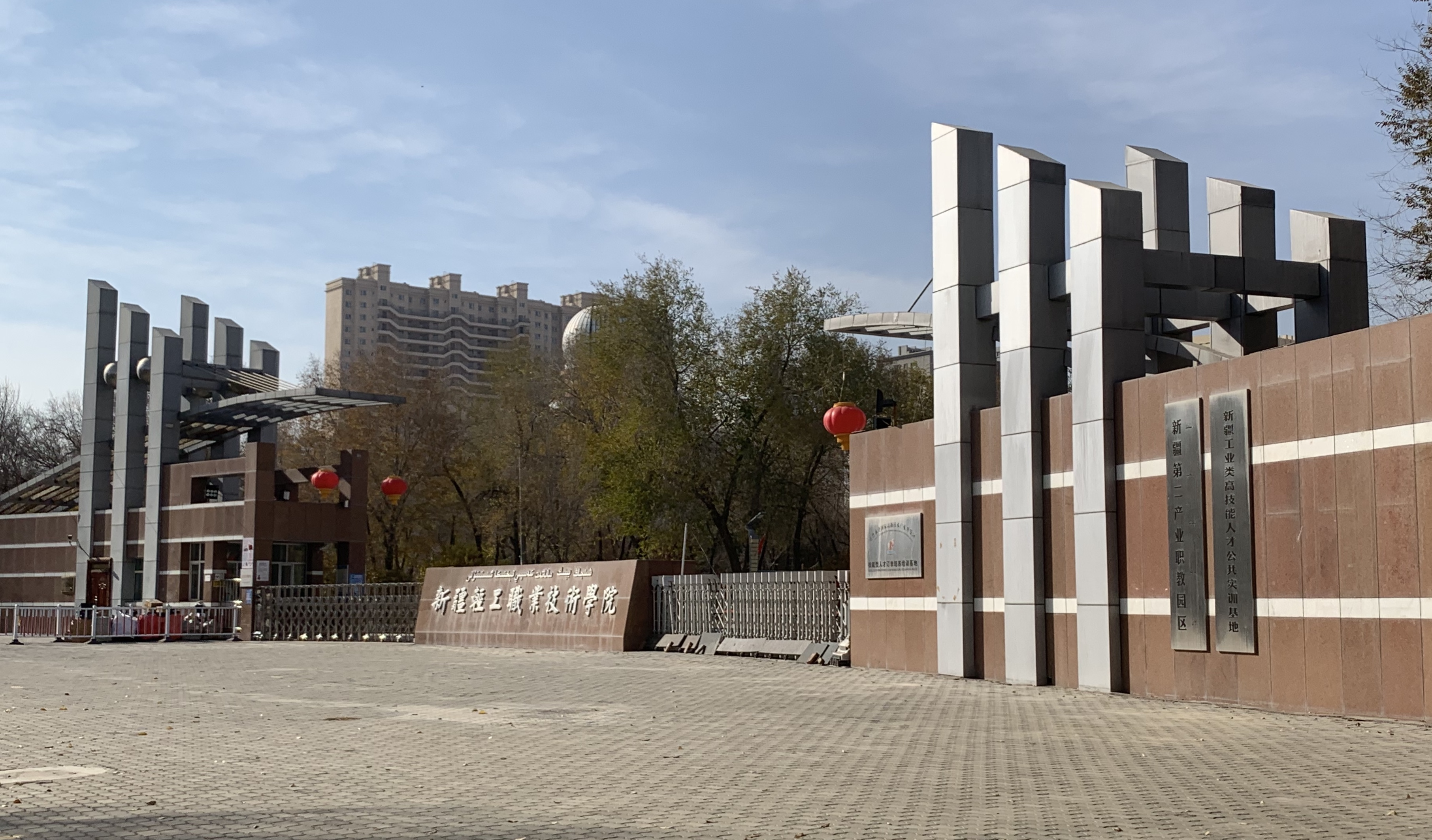
新疆轻工职业技术学院大门

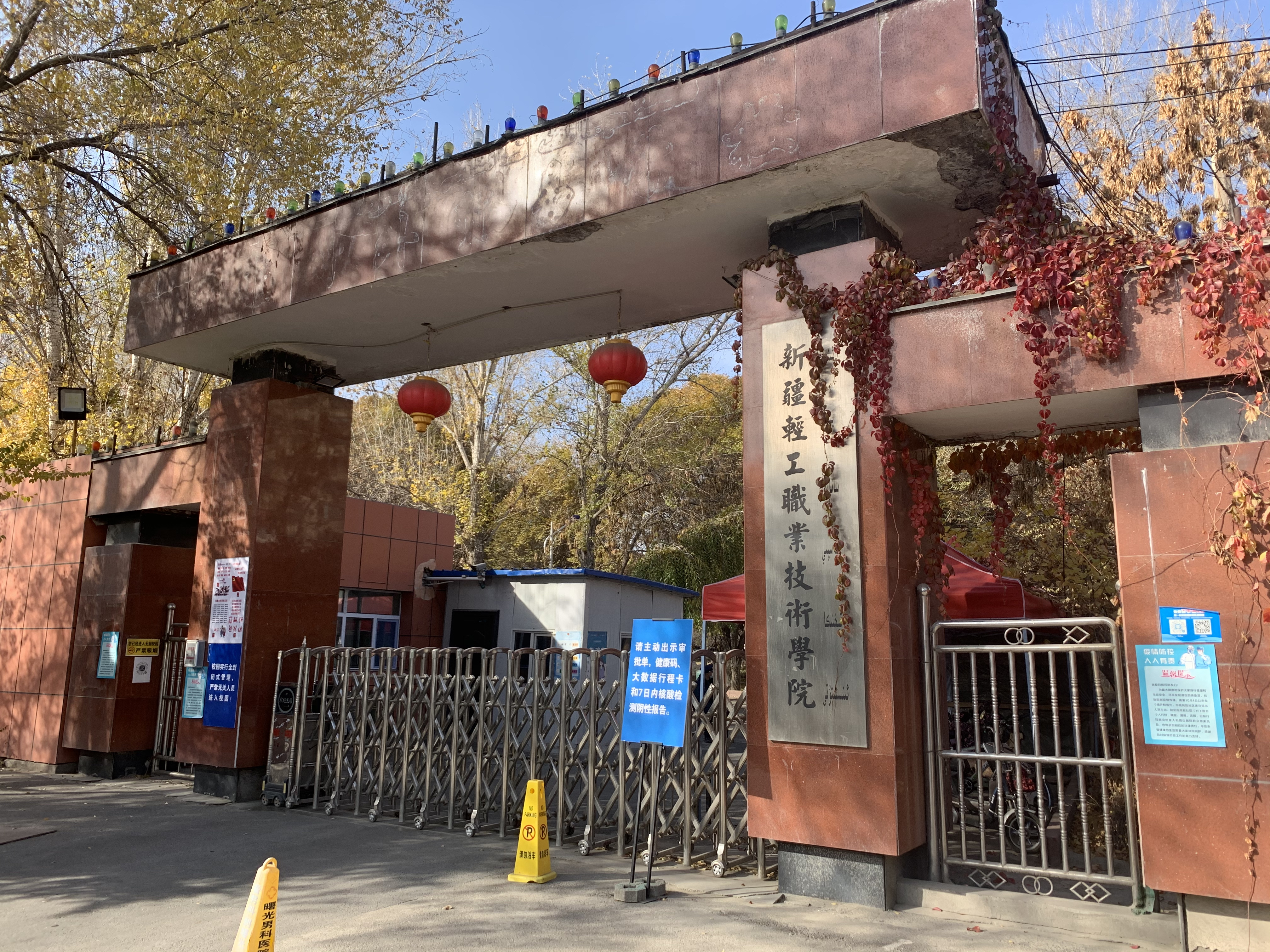
新疆轻工职业技术学院（原新疆对外贸易学校大门）

新疆轻工职业技术学院是位于中国新疆维吾尔自治区乌鲁木齐市的一所普通大专院校。2011年，新疆维吾尔自治区对新疆轻工职业技术学院、新疆化工学校和新疆对外贸易学校进行整合，这三所院校整合后沿用新疆轻工职业技术学院的校名。

## 教学
学校开设的专业有：食品加工技术、应用化工技术和生产过程自动化技术，均为国家重点培育专业。其中，食品加工技术和应用化工技术专业为新疆维吾尔自治区特色专业。
学校拥有2个自治区教学团队，获自治区教学名师2人，建成7门自治区精品课。

## 校训
厚德强技  奋发有为